# Cecilia Santiago
Pour les articles homonymes, voir Santiago (homonymie).
Cecilia Santiago, née le 19 octobre 1994 à La Paz, est une footballeuse internationale mexicaine évoluant au poste de gardienne de but.

## Biographie
Avec les moins de 20 ans, elle participe à quatre reprises à la Coupe du monde des moins de 20 ans, en 2008 (sans jouer), en 2010, en 2012 et enfin en 2014, ce qui constitue un record. A deux reprises, elle dispute les quarts de finale de cette compétition. Tout d'abord en 2010 (défaite face à la Corée du Sud), puis en 2012 (défaite face au Nigeria).
Avec l'équipe du Mexique A, elle participe à deux Coupes du monde, en 2011 puis en 2015. Lors de l'édition 2011 organisée en Allemagne, elle joue trois matchs, avec pour résultats deux nuls et une défaite. Lors de l'édition 2015 qui se déroule au Canada, elle joue à nouveau trois matchs, avec pour résultats un nul et deux défaites" Elle participe également à deux reprises au championnat féminin de la CONCACAF, en 2014 puis en 2018. Elle se classe troisième du tournoi en 2014.